# Lindneromyia boharti
Lindneromyia boharti är en tvåvingeart som först beskrevs av Kessel och Clopton 1969.  Lindneromyia boharti ingår i släktet Lindneromyia och familjen svampflugor. Inga underarter finns listade i Catalogue of Life.